# Liste öffentlicher Kneipp-Anlagen im Landkreis Sigmaringen
In der Liste öffentlicher Kneipp-Anlagen im Landkreis Sigmaringen sind öffentliche Kneipp-Anlagen für Orte, die zum Landkreis Sigmaringen in Baden-Württemberg gehören, aufgeführt. Sie ist primär nach Orten sortiert, unabhängig davon, ob es sich um Ortsteile, Gemeinden oder Städte handelt. Kneipp-Anlagen können laut Kneipp-Bund in Form von Wassertretanlagen oder Armbecken vorliegen und unterliegen grundsätzlich nicht der Trinkwasserverordnung. Kneipp-Anlagen werden häufig künstlich angelegt. Daneben gibt es in den natürlichen Verlauf von Fließgewässern eingebettete Wassertretstellen. Kneippen ist eine Behandlungsmethode der Hydrotherapie, die auf der Grundlage von Sebastian Kneipp angewendet wird. Hierbei wird in kaltem Wasser auf der Stelle geschritten. In Armbecken werden die Arme bis zur Mitte der Oberarme ins kalte Wasser getaucht. Die Liste erhebt keinen Anspruch auf Vollständigkeit.

## Kneipp-Anlagen im Landkreis Sigmaringen
Derzeit sind im Landkreis Sigmaringen drei öffentliche Kneipp-Anlagen erfasst (Stand: 8. Juni 2021):
| Bild                       | Ort          | Beschreibung | ↴ Zufluss / ↳ Abfluss  | Standort                                                           |
| -------------------------- | ------------ | --- | ---------------------- | ------------------------------------------------------------------ |
| Kneipp-Anlage Beuron       | Beuron       | Kneipp-Anlage Beuron | ↴ Quelle / ↳ Donau     | ⊙ direkt am Donauradwanderweg, 0,5 km von Buchheimer Str. entfernt |
| Kneipp-Anlage Gammertingen | Gammertingen | Kneipp-Anlage Gammertingen bei der Freizeitanlage an der Lauchert | ↴ Brunnen / ↳ Lauchert | ⊙ Freizeitanlage an der Lauchert, Reutlinger Str.                  |
| Kneipp-Anlage Sigmaringen  | Sigmaringen  | Das Stadtbauamt unterhält zusammen mit dem Kneipp-Verein die Kneipp-Anlage am Donau-Ufer. Die frei zugängliche Anlage verfügt über ein Armbade- und ein Wassertretbecken. Sie ist mit über 50 verschiedenen Heil- und Duftpflanzen bepflanzt und bietet Sitzgelegenheiten. | ↴ Quelle / ↳ Donau     | ⊙ In den Burgwiesen                                                |